# Беседа Владислав Леонідович
Владисла́в Леоні́дович Бесе́да — український військовий, капітан Збройних сил України, учасник російсько-української війни.

## Життєпис
У 2022 році захищаючи Батьківщину на Донецькому напрямку, під час чергового ракетного обстрілу зазнав важких поранень, переніс 6 операцій та повністю втратив руку.
Залишаючись вірним присязі, знову повернувся до служби в Збройних Силах України.

## Нагороди
Медаль «Захиснику Вітчизни» 12 липня 2022 року — за особисту мужність і самовіддані дії, виявлені у захисті державного суверенітету та територіальної цілісності України, вірність військовій присязі.

## Особисте життя
Дружина Тетяна, з якою познайомився на День Незалежності у 2021 році.